# Język meriam
Język meriam, także meryam (meriam mir, meryam mir, miriam-mer) – język papuaski z rodziny języków trans-fly wschodnich (oriomo). Jest rodzimym językiem ludności wschodnich wysp Cieśniny Torresa (Australia). W 2006 roku odnotowano, że posługiwało się nim wówczas 210 osób.
Według danych Ethnologue (SIL International) dzieli się na kilka dialektów: boigu, buglial, bulgai, tagota.
Jest to jedyny język papuaski używany w granicach Australii. Blisko spokrewniony z językiem gizrra używanym na terytorium Papui-Nowej Gwinei. Potencjalnie zagrożony wymarciem. Większościowym językiem lokalnym jest miejscowy język kreolski (Torres Strait Creole). Meriam to najlepiej udokumentowany przedstawiciel rodziny oriomo.